# Världsmästerskapet i schack 1981
Världsmästerskapet i schack 1981 var en titelmatch mellan den regerande världsmästaren Anatolij Karpov och utmanaren Viktor Kortjnoj. Den spelades i Merano mellan den 1 oktober och 19 november 1981. Matchen spelades som först till sex vunna partier (remier räknades inte) och slutade med en klar seger för Karpov som behöll världsmästartiteln.
Det var tredje och sista gången Karpov och Kortjnoj spelade om VM-titeln efter VM-matchen 1978 och kandidatfinalen 1974 (som i praktiken blev om titeln eftersom Bobby Fischer inte ställde upp i matchen 1975). 
Matchen var inte lika präglad av psykologisk krigföring som den 1978, men det var en fientlig stämning mellan lägren på grund av de politiska motsättningarna under det kalla kriget. Kortjnoj, som hade hoppat av 1976, hade sin familj kvar i Sovjetunionen. De fick inte tillstånd att lämna landet och Kortjnojs son blev satt i fängelse för att han inte inställt sig till militärtjänstgöring.

## Kvalificering till titelmatchen
Kvalificeringen till titelmatchen skedde i flera steg, från zonturneringar till två interzonturneringar till kandidatmatcher.

### Interzonturneringarna
Det spelades två interzonturneringar med 18 deltagare i varje under 1979. De tre bästa från varje turnering gick vidare till kandidatmatcherna.
Från den första turneringen, som spelades i Riga, kvalificerade sig Michail Tal (som vann överlägset på hemmaplan), Lev Polugajevskij och András Adorján.
Från den andra turneringen, som spelades i Rio de Janeiro, kvalificerade sig Lajos Portisch, Tigran Petrosian och Robert Hübner.
Utöver dessa sex var Viktor Kortjnoj och Boris Spasskij direktkvalificerade till kandidatmatcherna som finalister i kandidatturneringen 1977.

### Kandidatmatcherna
Kandidatmatcherna spelades under 1980 och 1981.
Kvartsfinalerna spelades som bäst av 10 partier. Matchen Portisch–Spasskij slutade oavgjort, och efter fyra särskiljningspartier förklarades Portisch som segrare på grund av fler vunna partier med svart.
Semifinalerna spelades som bäst av 12 partier. Här vann Kortjnoj sin match efter två särspelspartier.
Finalen spelades över 16 partier, men vid ställningen 4½–3½ till Kortjnoj (och de nionde och tionde partierna avbrutna) gav Hübner upp matchen. Han hade för övrigt gjort samma sak i kandidatmatcherna 1971. 
Därmed kvalificerade sig Kortjnoj för en ny titelmatch mot Karpov.
|  | Kvartsfinaler     | Kvartsfinaler     |       |                 | Semifinaler | Semifinaler |  |                 | Final | Final |  |  |  |  |
|  |                   |                   |       |                 |             |             |  |                 |       |       |  |  |  |  |
|  | Viktor Kortjnoj   | 5½                |       |                 |             |             |  |                 |       |       |  |  |  |  |
|  | Tigran Petrosian  | 3½                |       |                 |             |             |  |                 |       |       |  |  |  |  |
|  | Tigran Petrosian  | 3½                |       | Viktor Kortjnoj | 6 (1½)      |             |  |                 |       |       |  |  |  |  |
|  |                   |                   |       | Viktor Kortjnoj | 6 (1½)      |             |  |                 |       |       |  |  |  |  |
|  |                   | Lev Polugajavskij | 6 (½) |                 |             |             |  |                 |       |       |  |  |  |  |
|  | Lev Polugajevskij | Lev Polugajavskij | 6 (½) | 5½              |             |             |  |                 |       |       |  |  |  |  |
|  | Lev Polugajevskij |                   |       | 5½              |             |             |  |                 |       |       |  |  |  |  |
|  | Michail Tal       | 2½                |       |                 |             |             |  |                 |       |       |  |  |  |  |
|  | Michail Tal       | 2½                |       |                 |             |             |  | Viktor Kortjnoj | 4½    |       |  |  |  |  |
|  |                   |                   |       |                 |             |             |  | Viktor Kortjnoj | 4½    |       |  |  |  |  |
|  |                   | Robert Hübner     | 3½    |                 |             |             |  |                 |       |       |  |  |  |  |
|  | Lajos Portisch    | Robert Hübner     | 3½    | 5 (2)           |             |             |  |                 |       |       |  |  |  |  |
|  | Lajos Portisch    |                   |       | 5 (2)           |             |             |  |                 |       |       |  |  |  |  |
|  | Boris Spasskij    | 5 (2)             |       |                 |             |             |  |                 |       |       |  |  |  |  |
|  | Boris Spasskij    | 5 (2)             |       | Lajos Portisch  | 4½          |             |  |                 |       |       |  |  |  |  |
|  |                   |                   |       | Lajos Portisch  | 4½          |             |  |                 |       |       |  |  |  |  |
|  |                   | Robert Hübner     | 6½    |                 |             |             |  |                 |       |       |  |  |  |  |
|  | András Adorján    | Robert Hübner     | 6½    | 4½              |             |             |  |                 |       |       |  |  |  |  |
|  | András Adorján    |                   |       | 4½              |             |             |  |                 |       |       |  |  |  |  |
|  | Robert Hübner     | 5½                |       |                 |             |             |  |                 |       |       |  |  |  |  |

## Resultat
| Namn            | Rating | Parti | Parti | Parti | Parti | Parti | Parti | Parti | Parti | Parti | Parti | Parti | Parti | Parti | Parti | Parti | Parti | Parti | Parti | Vinster |
| Namn            | Rating | 1     | 2     | 3     | 4     | 5     | 6     | 7     | 8     | 9     | 10    | 11    | 12    | 13    | 14    | 15    | 16    | 17    | 18    | Vinster |
| --------------- | ------ | ----- | ----- | ----- | ----- | ----- | ----- | ----- | ----- | ----- | ----- | ----- | ----- | ----- | ----- | ----- | ----- | ----- | ----- | ------- |
| Anatolij Karpov | 2700   | 1     | 1     | ½     | 1     | ½     | 0     | ½     | ½     | 1     | ½     | ½     | ½     | 0     | 1     | ½     | ½     | ½     | 1     | 6       |
| Viktor Kortjnoj | 2695   | 0     | 0     | ½     | 0     | ½     | 1     | ½     | ½     | 0     | ½     | ½     | ½     | 1     | 0     | ½     | ½     | ½     | 0     | 2       |